# Кібервійна
Кібервійна́ (англ. cyberwarfare) — комп'ютерне протистояння у просторі Інтернету.

## Основні напрямки
Спрямована передусім на дестабілізацію комп'ютерних систем і доступу до інтернету державних установ, фінансових та ділових центрів і створення безладу та хаосу в житті країн, які покладаються на інтернет у повсякденному житті. Міждержавні стосунки і політичне протистояння часто знаходить продовження в Інтернеті у вигляді кібервійни: вандалізмі, пропаганді, шпигунстві та безпосередніх атаках на комп'ютерні системи та сервери.
Український професор міжнародного права О. О. Мережко визначає кібервійну так: «кібервійна» — використання Інтернету й пов'язаних з ним технологічних і інформаційних засобів однією державою з метою заподіяння шкоди військовій, технологічній, економічній, політичній та інформаційній безпеці та суверенітету іншої держави.
Як визначив експерт з безпеки уряду США Річард А. Кларк, в своїй книзі «Кібервійна» (англ. CyberWarfare) (вийшла в травні 2010) «кібервійна — дії однієї національної держави з проникнення в комп'ютери або мережі іншої національної держави для досягнення цілей нанесення збитку або руйнування». Американський журнал Економіст (англ. The Economist) описує кібервійну як «п'яту область війни, після землі, моря, повітря і космосу».
Про важливість готовності до ведення військових дій в кіберпросторі свідчить факт створення в США цілого військового підрозділу — Кіберкомандування США.
До кінця 2011 р 12 держав світу офіційно заявили про існування у них ІТ-служб, призначених для ведення не тільки оборонної, а й наступальної кібернетичної війни.
На тлі Російсько-української кібервійни Президент України Петро Порошенко указом № 242 від 7 червня 2016 року створив Національний координаційний центр кібербезпеки й призначив його керівником секретаря Ради національної безпеки й оборони Олександра Турчинова. На центр покладена відповідальність за аналіз стану кібербезпеки, готовності до протидії кіберзагрозам, фінансового й організаційного забезпечення програм і заходів із забезпечення кібербезпеки, прогнозування й виявлення потенційних і реальних погроз у сфері кібербезпеки, участь в організації й проведення міжнаціональних і міжвідомчих кібернавчань і тренінгів.

## Види кібервійни

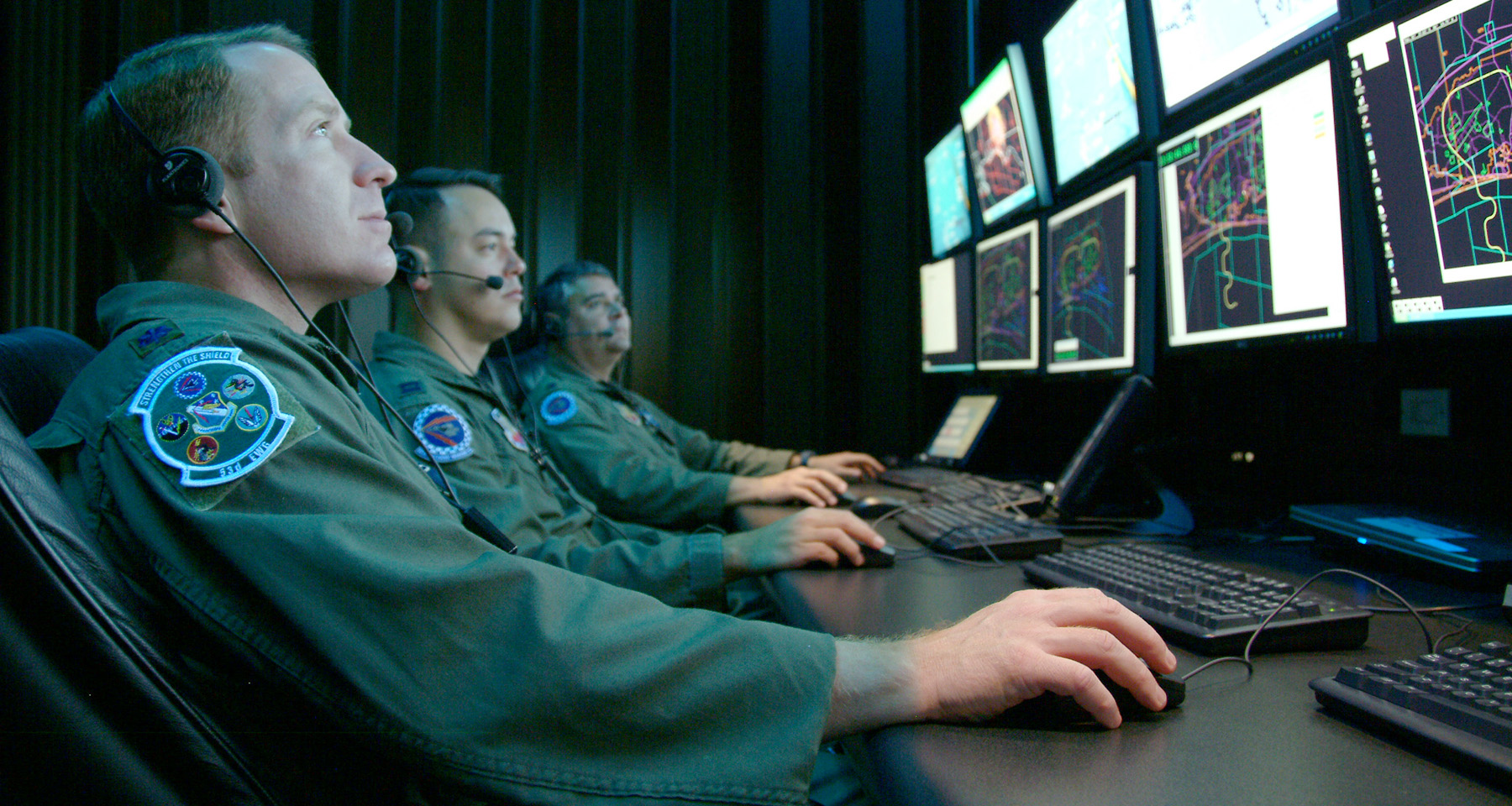
Команда «кібервоїнів» ВПС (U.S. Air Force) США

Основні види: наступальна та захисна.
Спеціалісти виділяють такі види атак в інтернеті:
- Вандалізм — використання хакерами інтернету для паплюження інтернет-сторінок, заміни змісту образливими чи пропагандистськими зображеннями.
- Пропаганда — розсилка звернень пропагандистського характеру, або вставка пропаганди в зміст інших інтернет-сторінок.
- Збір інформації — зламування приватних сторінок чи серверів для збору секретної інформації чи її заміни на фальшиву, корисну іншій державі.
- Відмова сервісу — атаки з різних комп'ютерів для унеможливлення функціонування сайтів чи комп'ютерних систем.
- Втручання в роботу обладнання — атаки на комп'ютери, які займаються контролем над роботою цивільного чи військового обладнання, що призводить до його відключення чи поломки.
- Атаки на об'єкти критичної інфраструктури — атаки на комп'ютери, які забезпечують життєдіяльність міст, їхньої інфраструктури, таких як телефонні системи, водопостачання, електроенергії, пожежної охорони, транспорту тощо.

Прикладом вдалої кібератаки на об'єкти критичної інфраструктури можна назвати російську кібератаку на енергетичні компанії України в грудні 2015 року. Оскільки на той час тривала Російсько-українська війна, а метою кібератаки було саме виведення енергетичної системи з ладу, а не шпигунство чи викрадення грошей, деякі дослідники, такі як Мікко Хіппонен з фірми F-Secure вважають даний випадок першим справжнім прикладом кібервійни.

## Характерні риси
З поширенням комп'ютерних технологій та інтернету багато громадян, підприємств і державних установ почали залежати від інтернетного зв'язку у повсякденному житті. Використання інтернету для атак комп'ютерних систем іншої держави може завдати значної шкоди її економіці і створити розлад у повсякденному житті країни. На відміну від кібер-атак минулого зараз кібервійна являє собою загрозу для національної безпеки країн і сприймається багатьма як серйозна загроза безпеці держави.
Крім того, розвідувальні організації багатьох країн займаються шпигунством використовуючи інтернет: збирають інформацію, зламують комп'ютерні системи інших держав, займаються диверсійною діяльністю та економічним шпигунством. За визнанням спеціалістів, лідерами у веденні кібервійни зараз є Китай та Росія. Зокрема Китай звинувачували у організації атак на сайти Сполучених Штатів, Німеччини, Індії. Росія використовує інтернет не тільки для збору інформації, але й для організації масованих атак на недружні країни. Росія, як і Китай, однак заперечують причетність державних установ до організації атак.
Беруть участь у кібервійнах і українські хакери. Так після подій навколо акту вандалізму на Говерлі, сайти Євразійського союзу молоді, який взяв відповідальність за їхнє проведення, були атаковані з України. У відповідь зазнали атак сайти президента України та СБУ.
У зв'язку з розвитком нових технологій рівень кібервійни постійно вдосконалюється. Деякі держави починають приділяти захистові від кібервійни належну увагу — виділяють необхідні кошти для організації систем захисту і підтримують спеціальні підрозділи, основною задачею яких є вдосконалення інтернетної безпеки країни та захисту від нападів.

## Військово-кібернетичні підрозділи і операції за країнами

### Велика Британія
За повідомленням газети Christian Science Monitor, в 2012 році співробітники MI6 зламали сайт Аль-Каїди і замінили на ньому інструкцію з виготовлення саморобної бомби рецептом приготування кексів.
12 листопада 2013 ряд фінансових організацій у Лондоні провів військові ігри в кіберпросторі, розроблені за аналогією з грою Waking Shark 2  для відпрацювання дій у разі масової кібератаки проти банків та інших фінансових організацій. У 2013 році аналогічні «кіберманеври» були проведені на Уолл-стріт під назвою Quantum Dawn 2.

### Німеччина
У 2013 році Німеччина оголосила про наявність підрозділу кібероперацій чисельністю 60 осіб. Крім цього, розвідувальна служба Німеччини БНД оголосила про набір 130 співробітників для роботи в Національному центрі кібербезпеки. У березні 2013 року глава БНД Герхард Шиндлер заявив, що його відомство щодня реєструє до п'яти кібератак на комп'ютерні системи державних органів, які, ймовірно, йдуть з Китаю і висловив стурбованість тим, що викрадена інформація може бути використана для майбутніх диверсій проти виробників зброї, телекомунікаційних компаній, уряду і військового відомства. Незабаром після публікацій викриттів колишнього співробітника АНБ Едварда Сноудена, міністр внутрішніх справ Німеччини Ханс-Петер Фрідріх заявив, що БНД буде виділено додатковий бюджет у розмірі 100 млн євро для розширення можливості стеження за кіберпростором від 5 % до 20 % від загального обсягу Інтернет-трафіку (максимальна сума, дозволена законодавством Німеччини).

### Ізраїль
За наявними оцінками, ведення операцій в кіберпросторі в армії Ізраїлю покладено на входить в структуру військової розвідки підрозділ 8200, яке за своїми функціями є аналогом американського АНБ і налічує кілька тисяч осіб особового складу. Відповідно до публікації The Telegraph 2012, в найближчі п'ять років ізраїльські збройні сили мають намір збільшити потужність своїх кібервійськ, на що виділяється близько 500 млн доларів.
Згідно із заявою експерта з питань кібервійни Ізраїлю генерал-майора Ісаака Бен Ісраеля, готовність Ізраїлю до військових дій у кіберпросторі, включаючи і оборону, і наступ, є одним з нових стовпів в їх плані [14].

### Іран
У червні 2010 року Іран став жертвою кібератаки, коли в комп'ютерну мережу дослідного ядерного центру в Натанзі був занесений комп'ютерний вірус Stuxnet. Stuxnet вивів з ладу близько 1000 ядерних центрифуг, в результаті чого, згідно з оцінкою газети Business Insider, «атомна програма Тегерана була відкинута принаймні на два роки назад». Після цього комп'ютерний хробак вийшов за межі комп'ютерної мережі заводу і поза її вразив, за деякими даними, більш як 60 тисяч комп'ютерів, хоча уряд Ірану оцінює цей збиток як незначний. Хоча жоден уряд не взяло на себе відповідальність за впровадження вірусу Stuxnet, по ряду оцінок, це була спільна операція Сполучених Штатів та Ізраїлю. Спеціаліст з інфобезпеки Майкл Гросс в середині 2013 року назвав цей інцидент «першою відомою кібервійною в історії».
Своєю чергою, ряд західних аналітиків звинуватив іранський уряд в організації кібератак проти США, Ізраїлю та країн Перської затоки; іранське уряд відкинув ці звинувачення, включаючи звинувачення в участі у зломі американських банків у 2012 році.

### КНР
Багато джерел вказують, що Китай має технічні можливості розпочати «холодну кібервійну». У структурі НВАК є спеціальний підрозділ 61398, чисельністю близько 2 тисяч осіб, призначений для проведення хакерських атак на комп'ютерні мережі противника. Крім спеціальних підрозділів НВАК, китайське керівництво використовує для проведення кібершпіонажу і кібератак також групи хакерів, найбільшою з яких є так званий « Альянс червоних хакерів» (англ. Red Hacker Alliance), чисельність якого оцінюється приблизно в 80 тисяч осіб. За оцінками російських експертів у сфері інфобезпеки В. Овчинського та Е. Ларіної, «Альянс червоних хакерів» є неформальною, але керованою владою КНР мережею, що включає хакерів не тільки з самого Китаю, але і з китайської діаспори в усьому світі, тісно взаємодіє з Третім і Четвертим управліннями Генштабу НВАК.
Документи, що стали доступними широкому загалу після витоку дипломатичних джерел США 2010 року, містять побоювання американських фахівців, що Китай використовує доступ до вихідного коду програмних продуктів компанії Microsoft і організовує «витік мізків з приватного сектора» з метою підвищення військового потенціалу країни.
Джейсон Фріц в статті 2008 стверджує, що китайський уряд з 1995 по 2008 роки було замішано в ряді гучних скандалів, пов'язаних зі шпигунством та використанням в цілях шпигунства «децентралізованої мережі студентів, бізнесменів, вчених, дипломатів та інженерів з китайської діаспори». Перебіжчик з китайських спецслужб, який здався владі Бельгії, повідомив, заявив, що промислове шпигунство в країнах Європи ведуть сотні агентів КНР, а колишній китайський дипломат Чень Юнлінь сказав, що в Австралії китайських агентів близько тисячі. У 2007 році високопоставлений російський чиновник був засуджений до 11 років ув'язнення за передачу Китаю інформації про ракетно-космічну техніку. Шпигунство Китаю в США переслідує такі цілі, як «програми аерокосмічної промисловості, дизайн спейс-шаттла, дані C4ISR, високопродуктивні комп'ютери, конструкції ядерної зброї і крилатих ракет, напівпровідникові прилади та інтегральні схеми, а також деталі продажу США зброї Тайваню».
Китайський уряд заперечує свою причетність до кібершпіонажу й акціям кібервійни, заявляючи, що Китай є не агресором, а скоріше жертвою зростаючого числа кібератак; в той же час експерти з комп'ютерної безпеки покладають на Китай відповідальність за ряд кібератак на ряд державних установ і підприємств в Сполучених Штатах, Індії, Росії, Канаді та Франції.
За оцінкою Д.Фріца, Китай розширив можливості ведення кібервійни шляхом придбання іноземної військової техніки, включаючи «системи космічного моніторингу і збору розвідданих, протисупутникову зброю, антирадари, інфрачервоні приманки і генератори помилкових цілей», а також нарощує інформатизацію своїх збройних сил шляхом підготовки «бійців кібервійськ», вдосконалення військових інформаційних мереж, створення віртуальних лабораторій, електронних бібліотек та електронних комплексів. Завдяки цьому керівництво КНР розраховує підготувати сили для участі в різного роду військових дій, включаючи кібервійни.
Після виявлення випадків кібершпіонажу з боку КНР проти США, співробітник Інституту коммунітарних політичних досліджень Амітай Етционі запропонував Китаю і США виробити політику взаємного гарантованого стримування в кіберпросторі. Така політика дозволяла б обом державам вживати заходів, які вони вважатимуть необхідними для їх самозахисту, одночасно погоджуючись утримуватися від наступальних дій (кібератак) або організації кібершпіонажу один проти одного, що має бути забезпечено механізмом відповідних перевірок.

### Нідерланди
У Нідерландах заходи у сфері кібероборони на загальнонаціональному рівні координуються Національним центром комп'ютерної безпеки (NCSC). Міністерство оборони Нідерландів виклало свою стратегію кібервійни в 2011 році, основний акцент у ній робиться на кіберзахист, покладену на Joint IT branch (JIVC). Крім цього, міністерство оборони створює підрозділ для ведення наступальних кібероперацій — Defensie Cyber Command (DCC), яке повинне почати функціонувати в кінці 2014 року.

### США
Військово-кібернетичні операції є частиною національної стратегії безпеки кіберпростору, а також платформою для кібератак. Нова військова стратегія США явно вказує, що кібератака на США є Casus belli в тій же мірі, як і акт звичайної війни. Під час війни в Афганістані американські війська використовували кібератаки для отримання тактичної переваги.

### Південна Корея
У березні 2013 року були зламані комп'ютерні мережі низки великих банків Південної Кореї — Shinhan Bank, Woori Bank і Nonghyup Bank, а також багатьох телерадіокомпаній — KBS, YTN і MBC, в цілому було порушено роботу більше 30 тисяч комп'ютерів; це була найпотужніша кібератака в історії Південної Кореї. Організатора цієї атаки не було виявлено, але багато експертів висловили припущення, що за атакою стоїть Північна Корея, оскільки керівництво КНДР неодноразово виступало з погрозами на адресу Південної Кореї у відповідь на санкції, вжиті у зв'язку з ядерними випробуваннями КНДР, а також щорічні спільні військові навчання Південної Кореї і США. Міністерство оборони Республіки Корея заявило, що Південна Корея має намір удосконалити стратегію кібероборони країни і зміцнити відповідний підрозділ — Cyber Warfare Command, щоб успішно протистояти можливим новим кібератакам хакерів. Південна Корея планує вести консультації із США по виробленню заходів у сфері кіберзахисту, а також прискореного впровадження нових балістичних ракет і розробці системи протиракетної оборони, відомої як Korean Air and Missile Defense .

### Північна Корея
Коли у 2011 році Кім Чен Ин став новим керманичем КНДР, він провів реорганізацію в Головному управлінні розвідки своєї країни, поставивши основним пріоритетом кібератаки. За інформацією Національної розвідувальної служби Південної Кореї південнокорейські хакери викрали $650 млн.
Хакерів набирають із найкращих програмістів університетів країни. Їм дають можливість заробітку і в той же час їхні сім'ї переселяють до Пхеньяна. Хоч родичам на словах пропонують «розкішні умови», насправді це всього лише цілодобова електроенергія, гаряча вода і дефіцитні продукти (наприклад, банан, який не входить до солдатського раціону). На фоні жебрацтва більшості північнокорейців це виглядає розкішшю. Такі пільги для хакерів і їхніх родичів робиться з метою лояльності до режиму. Найкращі хакери мають можливість виїхати за кордон. Деякі з них працюють під виглядом трейдерів в Малайзії або Індонезії, при тому що займаються організацією кібератак на цілі по всьому світі. Вони були причетні до пограбувань криптобірж по всьому світу.
За період з січня 2017 року по вересень 2018 року, північнокорейські хакери за допомогою кібератак вкрали із іноземних бірж криптовалюти на пів мільярда доларів (за даними ООН).

## Випадки кібератак

### Російсько-українська війна
Під час російсько-української війни, що розпочалась з анексії Криму в 2014 році, інформаційно-обчислювальні системи України ставали об'єктами атак з боку Росії.
Під час дочасних Президентських виборів в Україні 2014 фахівцями Ситуаційного центру забезпечення кібербезпеки СБУ спільно з CERT-UA було знешкоджено атаки на автоматизовану систему «Вибори». За декілька днів до проведення виборів ця система була повністю виведена з ладу. Відповідальність за це взяла на себе проросійська група хакерів Cyber-Berkut. Згодом СБУ отримала дані що до цього причетна група хакерів відома як АРТ-28, яка використовувала шкідливе програмне забезпечення SOFACY. Декілька діб із залученням фахівців приватної компанії Датагруп тривала напружена робота з відновлення повністю виведеної з ладу системи. З метою демонстрації світу причетності до цього втручання саме спецслужб Росії, фахівці СБУ залишили один з виявлених «сюрпризів», попередньо його знешкодивши. І ця пастка, але вже для російських спецслужб спрацювала. Увечері 25 травня було отримано інформацію про те, що на російських телеканалах анонсували новину про нібито виграш Дмитра Яроша на «президентських перегонах». З метою підтвердження цієї інформації на російському ТБ була продемонстровано картинку, яку в мережі вже назвали як «Картинка Яроша». 25 травня, о 20:16:56 було зафіксоване перше звернення до вебсайту ЦВК виключно за IP-адресою внутрішнього вебсервера з вказівкою в GET-запиті повного шляху до картинки «result.jpg» з IP-адреси 195.230.85.129. Ця адреса входить до діапазону IP-адрес телеканалу ОРТ.
23 грудня 2015 року сталась перша у світі підтверджена атака, спрямована на виведення з ладу енергосистеми: російським зловмисникам вдалось успішно атакувати комп'ютерні системи управління в диспетчерській «Прикарпаттяобленерго», було вимкнено близько 30 підстанцій, близько 230 тисяч мешканців залишались без світла протягом однієї-шести годин. Атака відбувалась із використанням троянської програми BlackEnergy.
16 березня 2016 року, Президент України Петро Порошенко підписав Указ, яким увів в дію рішення Ради національної безпеки і оборони України від 27 січня «Про Стратегію кібербезпеки України». У концепції зазначається: «Економічна, науково-технічна, інформаційна сфера, сфера державного управління, оборонно-промисловий і транспортний комплекси, інфраструктура електронних комунікацій, сектор безпеки і оборони України стають все більш уразливими для розвідувально-підривної діяльності іноземних спецслужб у кіберпросторі. Цьому сприяє широка, подекуди домінуюча, присутність в інформаційній інфраструктурі України організацій, груп, осіб, які прямо чи опосередковано пов'язані з Російською Федерацією».
29 грудня 2016 року, на засіданні РНБО України, Президент України Петро Порошенко заявив, що за останні два місяці в Україні було зафіксовано 2,5 тисяч кібератак У цей же день був опублікований звіт щодо кібератак Росії, в якому згадуються групи хакерів, що атакували Україну.
2 січня 2023 року Державна служба спеціального зв'язку та захисту інформації України повідомила, що від початку російського вторгнення в Україну урядова команда реагування на комп'ютерні надзвичайні події CERT-UA зареєструвала та дослідила понад 1500 атак. Більшість із них відбулася з боку Росі́йської Федерації. Було зазначено, шо в період від вересня по грудень 2022 року в Україні діяли такі російські та проросійські хакерські угрупування:
- ARMAGEDDON/GAMAREDON/PRIMITIVE BEAR (ФСБ РФ, активність відслідковується за ідентифікатором UAC-0010);
- SANDWORM (ГУ ГШ ЗС РФ (ГРУ), активність відслідковується за ідентифікатором UAC-0082);
- APT28/FANCY BEAR (ГУ ГШ ЗС РФ (ГРУ), активність відслідковується за ідентифікатором UAC-0028);
- АРТ29/COZY BEAR (СЗР РФ, активність відслідковується за ідентифікатором UAC-0029);
- UNC1151/ GHOSTWRITER (Міністерство оборони рб, активність відслідковується за ідентифікатором UAC-0051);
- XAKNET, KILLNET, Z-TEAM, CYBERARMYOFRUSSIA_REBORN (проросійські кібертерористи, активність відслідковується за ідентифікаторами UAC-0106, UAC-0108, UAC-0109, UAC-0107 відповідно)[21][22].

За повідомленням Держспецзв’язку, в 2023 році (порівняно з 2022 роком), в Україні кількість кібератак зросла на 15,9 %, до 2543 інцидентів.

### Інші

#### Атака на шведську систему управління польотами
4 листопада 2015 року диспетчери шведського центру управління польотами цивільної авіації (англ. Swedish Civil Aviation Administration) опинились перед чорними екранами своїх комп'ютерів. Офіційно тоді причиною несправності був названий потужний сонячний шторм. Проте, в квітні 2016 року ЗМІ повідомили, що насправді шведська влада направила термінові повідомлення до НАТО про потужну кібератаку на інформаційну систему управління польотами разом із застосуванням засобів радіоелектронного придушення проти радарів з боку російських військових. Також з'явились повідомлення, що водночас іншою жертвою кібератаки з боку російських спецслужб була інформаційна система енергетичної компанії Vattenfall. Проте, офіційного підтвердження кібератак не було.

## Проєкти міжнародних конвенцій заборони кібервійни
Професор Олександр Мережко розробив проект міжнародної угоди, який називається «Конвенція про заборону використання кібервійни в глобальній інформаційній мережі інформаційних і обчислювальних ресурсів (Інтернеті)». Проект професора Мережка свідчить, що Інтернет повинен залишитися вільним від військових дій і розглядатися як «спільна спадщина людства».